# Sara Martínez Puntero
Sara Martínez Puntero (Madrid, 26 de febrero de 1990) es una deportista española que compite en atletismo adaptado. Ganó dos medallas en los Juegos Paralímpicos de Verano, plata en Tokio 2020 y plata en París 2024.

## Palmarés internacional
| Juegos Paralímpicos | Juegos Paralímpicos | Juegos Paralímpicos | Juegos Paralímpicos   |
| Año                 | Lugar               | Medalla             | Prueba                |
| ------------------- | ------------------- | ------------------- | --------------------- |
| 2020                | Tokio (Japón)       | Medalla de plata    | Salto de longitud T12 |
| 2024                | París (Francia)     | Medalla de plata    | Salto de longitud T12 |